# Shikin Shimizu
Shikin Shimizu Shimizu Shikin (清水 紫琴, Bizen, Prefectura d'Okayama, 11 de gener de 1868 - Tòquio, 31 de juliol de 1933), l'autèntic nom de la qual era Shimizu Toyoko (清水 豊子), fou una novel·lista i activista pels drets de les dones. Quan era conferenciant sobre la igualtat i sobre qüestions socials, Shimizu hagué de recórrer a l'escriptura quan al Japó es va prohibir que les dones participaren en la política. Fou una de les primeres periodistes professionals japoneses.(1)

## Biografia

### Primers anys
Toyoko Shimizu nasqué l'11 de gener del 1868 a Bizen, prefectura d'Okayama, filla de Sadamoto Shimizu. Passà la major part de la infantesa a Kyoto, on son pare treballava com a buròcrata del govern. Es llicencià en la Kyoto Municipal Women's Teacher Training School a l'edat de catorze anys, i se la considerava una jove altament educada en una societat que considerava inútil l'educació de les dones més enllà de l'escola primària. No podent continuar els estudis, Shimizu llegia en la biblioteca del seu pare, que contenia clàssics literaris occidentals i d'intel·lectuals japonesos.
El 1885, es casà amb Masaharu Okazaki, que estava involucrat en el Moviment per la Llibertat i els Drets del Poble a Kyoto. Es divorciaren dos anys més tard, probablement perquè Okazaki tenia una concubina; mitjançant, però, els contactes del seu marit, Shimizu conegué Ueki Emori, Kageyama Hideko i altres activistes socials. Shimizu començà a donar conferències sobre qüestions socials per tot Japó. Va presentar una petició el 1888 amb l'esperança de reformar el codi penal, que entre altres coses convertia l'adulteri de les dones en un delicte punible. També va parlar en contra de la poligínia i el seu impacte en les dones. Aquest mateix any, Shimizu va escriure un assaig per al prefaci de Tōyō no fujo (Dones d'Orient, 1889) de Ueki.

### Activisme i literatura
Als 23 anys, Shimizu es va mudar a Tòquio per a treballar en el diari Jogaku zasshi del defensor de l'educació femenina Zenji Iwamoto, només uns mesos després que s'aprovàs un acte legislatiu que prohibia a les dones participar en assemblees polítiques. En oposició a aquesta prohibició, Shimizu escrigué assaigs a favor de la inclusió de les dones, com ara Tōkon jogakusei no kakugo wa ikan? (Com estan de determinades les estudiants de hui?») del 1890. En sis mesos, fou l'editora en cap de la revista i treballava alhora com a instructora d'escriptura a l'Escola per a Nenes de Meiji. Per aquesta època, Shimizu tingué una aventura amorosa amb Kengarō Ōi, marit de la seua millor amiga, Hideko. Shimizu es quedà embarassada durant i tornà a la seua llar a Kyoto, on el seu pare estava greument malalt. Ōi pressionà a Shimizu perquè es casàs amb ell; Hideko es va assabentar de l'aventura. La bretxa entre Shimizu i Hideko mai es tancaria. Va sofrir un col·lapse nerviós i l'hospitalitzaren el 1892, mentre que el seu fill va ser enviat a viure amb familiars.
Shimizu tornà a treballar a la Jogaku zasshi aquest mateix any i el seu germà li presentà a Yoshinao Kozai, de l'Escola d'Agricultura de Tòquio; la parella intercanviava correspondència.(2) Malgrat l'opinió agressiva de l'època contra les dones divorciades i mares solteres, la relació entre tots dos va florir. Es casaren aquest any i Shimizu va tenir el segon fill l'any següent. El 1895, el seu espòs viatjà a Alemanya per a estudiar, mentre que Shimizu tornà a Kyoto, on vivia amb la seua sogra i escrivia com a corresponsal. Shimizu utilitzà diversos pseudònims: Tsuyuko, Toyo, Fumiko, i usà sobretot «Shikin» després del 1896. Emprava diferents noms per a diferents gèneres, i usava Tsuyuko per a ficció. El seu espòs tornà al voltant del 1900 i els darrers escrits coneguts de Shimizu van aparéixer a l'any següent. Visqueren a Tòquio, i Shimizu esdevingué presidenta de la Universitat d'Agricultura de Tòquio i es va retirar de l'escriptura. Va criar sis fills i va cuidar el seu pare ancià i el seu germà després de deixar d'escriure, i mantingué les responsabilitats socials de la presidència de la universitat. Shimizu es va morir al 1933.
Shimizu va ser la primera periodista professional japonesa: es va veure obligada a escriure quan es va prohibir a les dones l'activisme públic. Tot i que va experimentar amb diferents estils d'escriptura, emprà el genbun itchi, més col·loquial i menys narratiu, que imita més de prop la parla, abans de decidir-se pel gesaku, que se centra en qüestions socials. Escrigué sobre el dret a la igualtat, l'educació de les dones, el matrimoni, el divorci, els estàndards cap als hòmens i les dones, i la discriminació cap als burakumin. Encoratjà les dones a buscar la seua emancipació i tenir el valor d'expressar-se.

## Obres destacades
- Tōkon jogakusei no kakugo wa ikan? (1890)
- Onna bungakusha nanzo derukoto no osoki ya? (1890)
- Nani yue ni joshi wa seidan shukai ni sanchō suru to yurusarezuka? (1891)
- Koware Yubiwa (1891)
- Ichi seinen iyō no jukkai (1892)
- Naite Aisuru Shimai ni Tsugu
- Hanazono zuihitsu (1895–1899)
- Tōsei futarimusume (1897)
- Kokoro no oni (1897)
- Shitayuku mizu (1898)
- Imin gakuen (1899)
- Natsuko no mono omoi (1901)[7]